# Brachaluteres taylori
Brachaluteres taylori är en fiskart som beskrevs av Loren P. Woods 1966. Brachaluteres taylori ingår i släktet Brachaluteres och familjen filfiskar. Inga underarter finns listade.